# 達勒賈

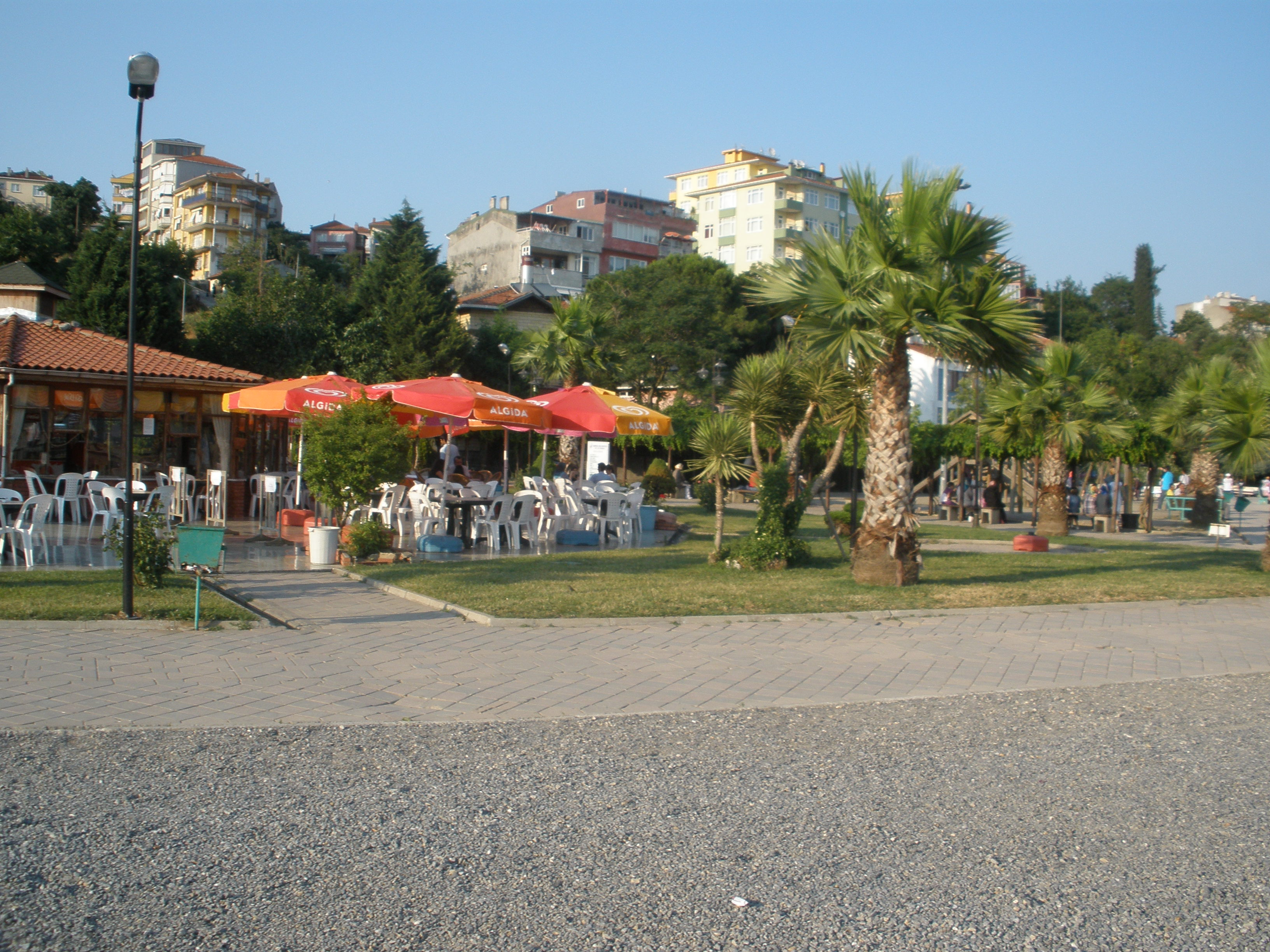
Darıca

達勒賈是土耳其的城鎮，由科賈埃利省負責管轄，位於該國西北部，距離伊斯坦堡38公里，建於東羅馬帝國時期，主要經濟活動是旅遊業，2010年人口146,896。